# Allan Sousa
Allan Gonçalves Sousa (São Mateus, 27 gennaio 1997) è un calciatore brasiliano, attaccante dell'Al-Ula.

## Carriera
Il 31 gennaio 2017 viene acquistato a titolo definitivo dalla squadra danese del Vejle.

## Statistiche

### Presenze e reti nei club
Statistiche aggiornate al 26 febbraio 2021.
| Stagione        | Squadra         | Campionato      | Campionato | Campionato | Coppe nazionali | Coppe nazionali | Coppe nazionali | Coppe continentali | Coppe continentali | Coppe continentali | Altre coppe | Altre coppe | Altre coppe | Totale | Totale |
| Stagione        | Squadra         | Comp            | Pres       | Reti       | Comp            | Pres            | Reti            | Comp               | Pres               | Reti               | Comp        | Pres        | Reti        | Pres   | Reti   |
| --------------- | --------------- | --------------- | ---------- | ---------- | --------------- | --------------- | --------------- | ------------------ | ------------------ | ------------------ | ----------- | ----------- | ----------- | ------ | ------ |
| gen.-giu. 2016  | Al-Arabi        | SL              | 10         | 1          | CE              | 0               | 0               | -                  | -                  | -                  | -           | -           | -           | 10     | 1      |
| 2016-gen. 2017  | Al-Markhiya     | SD              | 0          | 0          | CE              | 0               | 0               | -                  | -                  | -                  | -           | -           | -           | 0      | 0      |
| gen.-giu. 2017  | Vejle           | 1D              | 13         | 1          | CD              | 0               | 0               | -                  | -                  | -                  | -           | -           | -           | 13     | 1      |
| 2017-2018       | Vejle           | 1D              | 28         | 9          | CD              | 0               | 0               | -                  | -                  | -                  | -           | -           | -           | 28     | 9      |
| 2018-2019       | Vejle           | SL              | 22+5       | 7+3        | CD              | 2               | 1               | -                  | -                  | -                  | -           | -           | -           | 29     | 11     |
| 2019-2020       | Sint-Truiden    | PL              | 23         | 0          | CB              | 2               | 0               | -                  | -                  | -                  | -           | -           | -           | 25     | 0      |
| 2020-2021       | Vejle           | SL              | 17         | 5          | CD              | 3               | 0               | -                  | -                  | -                  | -           | -           | -           | 20     | 5      |
| Totale Vejle    | Totale Vejle    | Totale Vejle    | 80+5       | 22+3       |                 | 5               | 1               |                    | -                  | -                  |             | -           | -           | 90     | 26     |
| Totale carriera | Totale carriera | Totale carriera | 113+5      | 23+3       |                 | 7               | 1               |                    | -                  | -                  |             | -           | -           | 125    | 27     |

## Palmarès

### Club

#### Competizioni nazionali
- 1. Division: 1

Vejle: 2017-2018